# Pseudoleucopis latigena
Pseudoleucopis latigena är en tvåvingeart som beskrevs av Tanasijtshuk 1996. Pseudoleucopis latigena ingår i släktet Pseudoleucopis och familjen markflugor. Inga underarter finns listade i Catalogue of Life.